# Gallieno Ferri
Gallieno Ferri (Genova, 21. ožujka 1929. — Genova, 2. travnja 2016.) bio je talijanski crtač stripova i ilustrator.
Godine 1948. započeo je suradnju sa scenaristom Giovannijem De Leom, te je godinu dana kasnije, za njegovu izdavačku kuću, realizirao dva projekta "Zelena sablast" (Il Fantasma Verde, 10 epizoda) i "Crveno pero" (Piuma Rossa, 6 epizoda). Između 1949. i 1951. godine radio je na tri strip serijala uvezena iz Francuske, a crtao je i nekoliko epizoda Fantaxa, naslovnice za "Veliki Bill Razbijač" (Big Bill Le Casseur), Robin Hood, te dvanaest brojeva Maskara. U međuvremenu, bavio se i crtanjem reklama.
Godine 1953. kreirao je lik Thunder Jacka koji u Italiji prolazi nezapaženo, dok je u Francuskoj ostvario veliki uspjeh, zbog čega Ferri prekida suradnju s De Leom i nastavlja crtati Thunder Jacka za francusku izdavačku kuću Pierrea Mouchota. Od 1953. do 1959. godine radio je pretežno za francusko tržište, gdje je izradio tri western strip serijala (Tom Tom, Kid Colorado te Jim Puma).
Godine 1960. upoznao se sa Sergijem Bonellijem, scenaristom (pod pseudonimom Guido Nolitta) i vlasnikom talijanske izdavačke kuće Araldo (danas Sergio Bonelli Editore). Sljedeće godine, njih dvojica predstavila su iznimno uspješan strip Zagor, kojemu je Ferri bio glavni crtač i autor svih naslovnica. Od Zagorova nastanka vrlo rijetko crta druge strip junake. Tako je 1961. godine nacrtao dvije epizode serijala "Crveni šinjel" (Giubba Rossa), a 1975. godine stvorio je Mister Noa za koojeg je nacrtao prvu epizodu i prvih 115 naslovnica.
Među brojnim nagradama koje je dobio u svojoj dugogodišnjoj karijeri vrijedi izdvojiti regionalnu nagradu za najboljeg crtača stripa Ligurije (1984.), nagradu "Hugo Pratt" (1995.) te nagradu "Fumo di China" za životno djelo.